# پایستگی انرژی
قانون پایستگی انرژی می‌گوید که مقدار انرژی در یک سیستم تک‌افتاده (ایزوله، منزوی) ثابت می‌ماند. پیامد این قانون این است، که انرژی از بین نمی‌رود و به وجود نمی‌آید. تنها از شکلی به شکل دیگر تبدیل می‌شود؛ مثلاً انرژی جنبشی به انرژی گرمایی تبدیل می‌شود. از آن‌جا که در نظریهٔ نسبیت خاص انرژی و جرم به هم وابسته‌اند، پایستگی انرژی در حالت کلی می‌گوید که مجموع انرژی و جرم یک سیستم تک‌افتاده پایسته است.
پیامد دیگر این قانون این است که ماشین حرکت دائمی تنها هنگامی کار می‌کند که هیچ انرژی‌ای به پیرامون خود ندهد. اگر انرژی‌ای که دستگاه به پیرامون خود می‌دهد بیشتر از انرژی‌ای باشد که می‌گیرد و جرم دستگاه هم ثابت بماند، چنین دستگاهی نمی‌تواند برای همیشه کار کند.

## تاریخچه

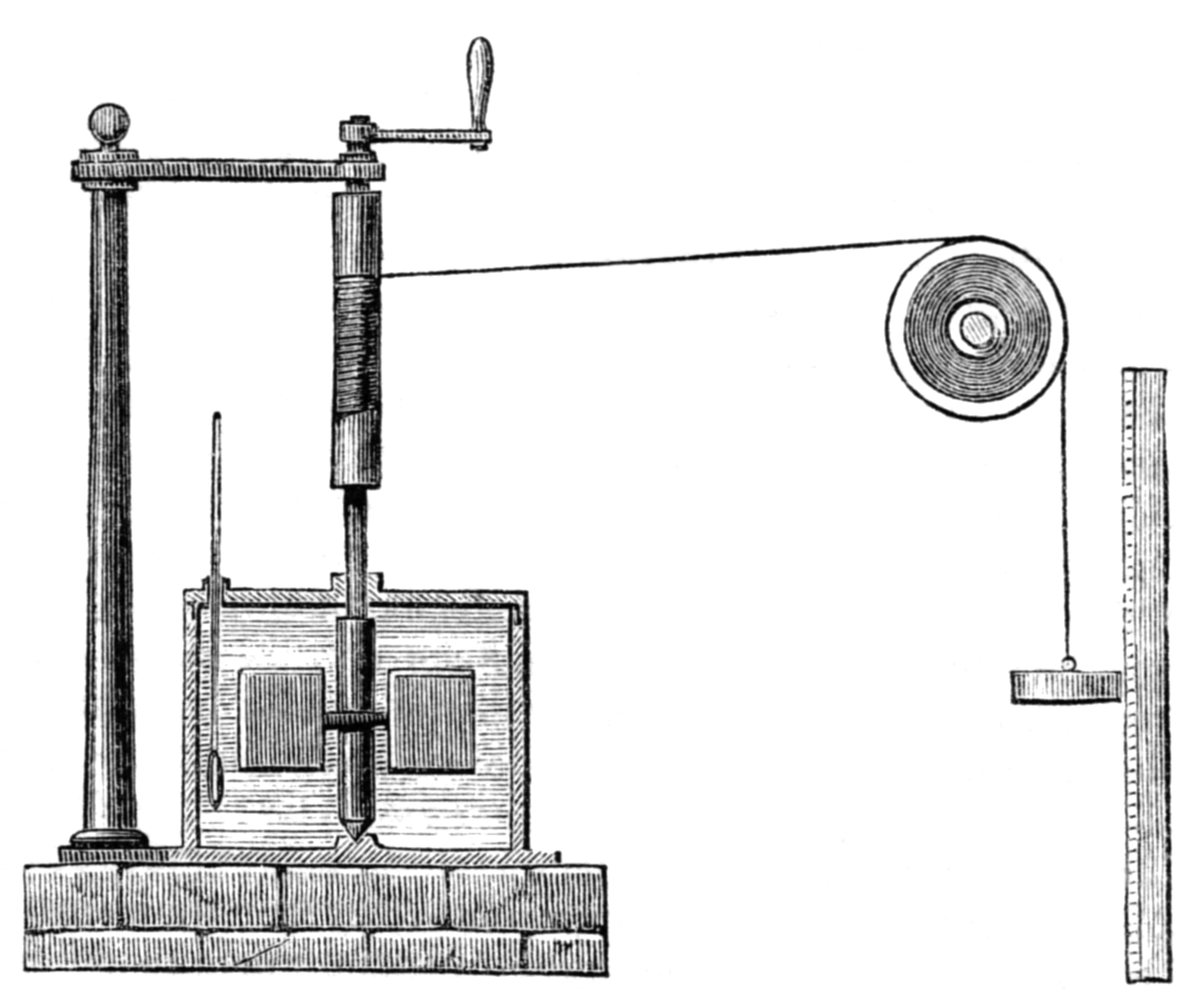
دستگاه ژول برای سنجش هم‌ارز مکانیکی گرما. وزنه‌ای که از نخ آویزان است، پروانه‌ای را در آب می‌چرخاند و آن را گرم می‌کند.

فیلسوفان باستان مانند تالس میلتوسی اندیشه‌هایی دربارهٔ پایستگی آنچه که همه‌چیز از آن ساخته شده است داشتند. البته معلوم نیست که منظور از آن چیز انرژی یا جرم-انرژی بوده باشد (مثلاً تالس فکر می‌کرد که همه‌چیز از آب ساخته شده). در سال ۱۶۳۸، گالیله نتایج بررسی‌هایش را دربارهٔ چندین پدیده --از جمله حرکت آونگ-- منتشر کرد که (به زبان امروزی) تبدیل انرژی جنبشی به انرژی پتانسیل و برعکس را نشان می‌داد. گاتفرید ویلهم لایبنیتز نخستین کسی بود که در سال‌های ۱۶۷۸ تا ۱۶۸۹ (میلادی) کوشید رابطه‌ای ریاضی را برای نوعی از انرژی که به حرکت وابسته است (انرژی جنبشی) به دست آورد. لایبنیتز فهمید که در بسیاری از سیستم‌های مکانیکی (با جرم‌های {\displaystyle m_{i}} و سرعت‌های {\displaystyle v_{i}})،
{\displaystyle \sum _{i}m_{i}v_{i}^{2}}
تا وقتی که جرم‌ها به هم برنخورند پایسته است. او این کمیت را vis viva یا نیروی زندهٔ سیستم نام نهاد. قانون او شکل دقیقی از پایستگی انرژی جنبشی را در نبود اصطکاک نشان می‌داد (البته انرژی جنبشی واقعی نصف این مقدار است). بسیاری از فیزیک‌دانان آن زمان می‌دانستند که حتی در سیستم‌های با اصطکاک، قانون پایستگی تکانه با تعریف زیر برای تکانه برقرار است:
{\displaystyle \sum _{i}m_{i}v_{i}\,}
بعدها نشان داده شد که در شرایط مناسب، مثلاً در برخورد کشسان، هر دو کمیت انرژی و تکانه پایسته‌اند.

### نوشته‌های امروزی
- Goldstein, Martin, and Inge F., 1993. The Refrigerator and the Universe. Harvard Univ. Press. A gentle introduction.
- Kroemer, Herbert; Kittel, Charles (1980), Thermal Physics (2nd ed.) (به انگلیسی), W. H. Freeman Company{{citation}}:  نگهداری یادکرد:نام‌های متعدد:فهرست نویسندگان (link)
- Nolan, Peter J. (1996), Fundamentals of College Physics, 2nd ed. (به انگلیسی), William C. Brown Publishers

### نوشته‌های تاریخی
- Cardwell, D.S.L. (1971), From Watt to Clausius: The Rise of Thermodynamics in the Early Industrial Age (به انگلیسی), London: Heinemann
- Guillen, M. (1999), Equations That Changed the World (به انگلیسی)
- Hiebert, E.N. (1981), Historical Roots of the Principle of Conservation of Energy (به انگلیسی), Madison, Wis.: Ayer Co Pub